# 코리 페리
코리 페리(영어: Corey Perry, 1985년 5월 16일 ~ )는 캐나다의 아이스하키 선수이다. 포지션은 라이트윙으로 현재 내셔널 하키 리그(NHL)의 탬파베이 라이트닝에서 활동하고 있다.